# ادرسون مورائس
ادرسون سانتانا دِ مورائس (به پرتغالی: Ederson Santana de Moraes؛ زادهٔ ۱۷ اوت ۱۹۹۳) بازیکن فوتبال اهل برزیل است که در پست دروازه‌بان برای باشگاه منچسترسیتی در لیگ برتر انگلیس بازی می‌کند. او به دلیل توزیع دقیق توپ و مهارت زیاد در بازی با پا، به‌طور گسترده به عنوان یکی از بهترین دروازه بانان جهان شناخته می‌شود. ادرسون کار خود را در سائوپائولو در سال ۲۰۰۸ آغاز کرد و یک سال بعد به باشگاه پرتغالی بنفیکا پیوست و دو فصل را در آنجا سپری کرد. در سال ۲۰۱۲، او از Ribeirão به باشگاه پریمیرا لیگا ریو آوه نقل مکان کرد و در آنجا تبدیل به یک بازیکن ثابت شد. او در سال ۲۰۱۵ دوباره به بنفیکا ملحق شد و قبل از اولین بازی برای تیم اصلی به تیم ذخیره منصوب شد، تیمی که با آن چهار عنوان بزرگ را در دو فصل به دست آورد. برای فصل ۲۰۱۷–۲۰۱۸، ادرسون با مبلغ ۳۵ میلیون پوند به باشگاه انگلیسی منچسترسیتی پیوست و گران‌ترین دروازه‌بان تاریخ از نظر ارزش اسمی پوند استرلینگ در زمان انتقالش شد. او در اولین فصل حضورش در انگلیس قهرمان لیگ برتر و جام EFL شد و در فصل بعد سه‌گانه داخلی را به دست آورد. در مجموع، ادرسون با سیتی پنج قهرمانی لیگ برتر، دو جام حذفی، چهار جام EFL و لیگ قهرمانان اروپا را به دست آورده است که دومی در سال ۲۰۲۳ به عنوان بخشی از سه‌گانه قاره ای به دست آمد. ادرسون اولین بازی خود را برای بزرگسالان برزیل در سال ۲۰۱۷ انجام داد. او در تیم برزیل برای جام جهانی فوتبال در سال‌های ۲۰۱۸ و ۲۰۲۲ و کوپا آمریکا در سال‌های ۲۰۱۹ و ۲۰۲۱ انتخاب شد و برنده مسابقات ۲۰۱۹ شد.
ادرسون همچنین دارای رکورد جهانی گینس برای طولانی‌ترین ضربه به توپ فوتبال با ۷۵٫۳۵ متر (۲۴۷ فوت و ۲ اینچ) است.

## حرفهٔ باشگاهی

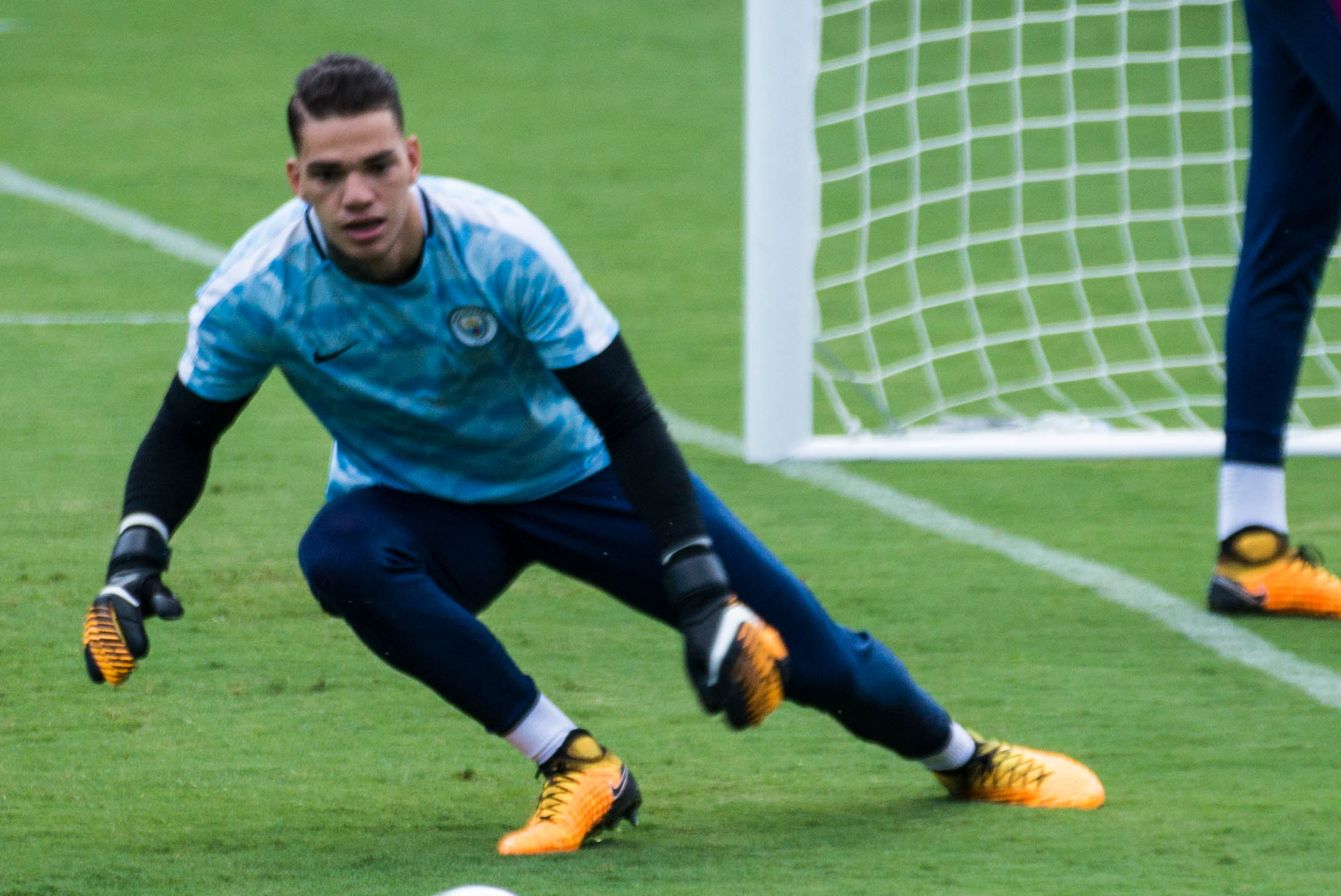
ادرسون سانتانا دِ مورائس در حال تمرین

ادرسون متولد اوساسکو، سائوپائولو، فوتبال خود را در سال ۲۰۰۸ در باشگاه محلی سائوپائولو اف سی که یک فصل با آن بازی کرد، قبل از پیوستن به بنفیکا در پرتغال آغاز کرد. در سن ۱۶ سالگی، او دو سال را به عنوان جوان گذراند تا اینکه در سال ۲۰۱۱ آزاد شد و در نهایت برای باشگاه دسته دوم Ribeirão قرارداد امضا کرد. یک سال بعد، ادرسون به باشگاه ریو آوه پریمیرا لیگا پیوست و تا سال ۲۰۱۴ در تابستان ۲۰۱۲ قرارداد امضا کرد. در آوریل ۲۰۱۵، پس از یک رشته عملکرد خوب و دعوت به تیم زیر ۲۳ سال برزیل، قرارداد جدیدی را با این تیم امضا کرد. باشگاهی که تا سال ۲۰۱۹ ادامه خواهد داشت.

## بنفیکا
در ۲۷ ژوئن ۲۰۱۵، ادرسون دوباره به بنفیکا قهرمان پرتغال پیوست. سپس، در ماه جولای، او رسماً قراردادی پنج ساله با این باشگاه امضا کرد، در قراردادی به ارزش ۵۰۰٬۰۰۰ یورو و بند فسخ ۴۵ میلیون یورو تعیین کرد. ریو آو ۵۰ درصد از حقوق اقتصادی دروازه‌بان آینده را حفظ خواهد کرد. در فصل ۲۰۱۵–۲۰۱۶، ادرسون به عنوان گزینه دوم در صف تیم اول، توسط هموطن و بین‌المللی ژولیو سزار دفاع کرد. ادرسون ابتدا چند بازی در سگوندا لیگا با تیم ذخیره و در تاچا دا لیگا با تیم اصلی انجام داد، قبل از بازی در لیگ برتر در ۵ مارس ۲۰۱۶ مقابل رقبای محلی اسپورتینگ سی‌پی و جایگزین خولیو سزار مصدوم شد. بنفیکا در دربی لیسبون را ۰–۱ برد و مقام اول لیگ برتر را از آن خود کرد. سپس او بخشی از یازده پیروزی دیگر بود که سی و پنجمین عنوان قهرمانی بنفیکا در لیگ را که سومین قهرمانی متوالی آنها بود، رقم زد. پنج روز بعد، او در فینال تاچا دا لیگا مقابل ماریتیمو بازی کرد که بنفیکا ۶–۲ برنده شد. علاوه بر این، او سه بازی در رقابت‌های لیگ قهرمانان اروپا انجام داد، جایی که بنفیکا به یک چهارم نهایی رسید. در فصل بعد، او و بنفیکا سه‌گانه لیگ برتر، تاچا د پرتغال و سوپرتاسا کاندیدو د اولیویرا را به دست آوردند.

## منچستر سیتی
در ۱ ژوئن ۲۰۱۷، بنفیکا اعلام کرد که ادرسون با مبلغ ۳۵ میلیون پوند (۴۰ میلیون یورو) به باشگاه لیگ برتر منچستر سیتی پیوسته است. در آن زمان، این انتقال او را به دومین دروازه‌بان گران‌قیمت تاریخ تبدیل کرد - در حال حاضر پنجمین دروازه‌بان برتر تاریخ -پس از جانلوئیجی بوفون (۳۳ میلیون پوند)، که هزینه انتقالش، اگرچه دومین دروازه‌بان بالاتر از نظر پوند استرلینگ است. همچنان بالاترین میزان یورو (۵۲ میلیون یورو در سال ۲۰۰۱) تا زمان آلیسون بکر (۷۵ میلیون یورو در سال ۲۰۱۸) و اکنون کپا آریزابالاگا (۸۰ میلیون یورو در سال ۲۰۱۸) باقی مانده است. انتقال ادرسون برابر با اکسل ویتسل به عنوان بزرگ‌ترین مبلغی بود که یک باشگاه تا به حال برای یک بازیکن بنفیکا پرداخت کرده است.

## حرفهٔ بین‌المللی
ادرسون در ترکیب موقت برزیل برای کوپا آمریکا سنتناریو نامگذاری شد، اما به دلیل مصدومیت از ترکیب نهایی حذف شد. اولین بازی او برای تیم ملی در پیروزی ۳–۰ مقابل شیلی در مقدماتی جام جهانی ۲۰۱۸ در اکتبر ۲۰۱۷ بود. در می ۲۰۱۸، او در فهرست نهایی ۲۳ نفره تیته برای جام جهانی روسیه قرار گرفت.در می ۲۰۱۹، ادرسون در فهرست ۲۳ نفره برزیل برای کوپا آمریکا ۲۰۱۹ قرار گرفت. در ژوئن ۲۰۲۱، او اولین تورنمنت بزرگ خود را برای برزیل انجام داد و در پیروزی ۴–۰ مقابل پرو در کوپا آمریکا ۲۰۲۱ شروع کرد و دروازه خود را بسته نگه داشت. در ۱۰ ژوئیه، او در شکست ۱–۰ کشورش مقابل رقبای آرژانتین در فینال شروع کرد. در ۷ نوامبر ۲۰۲۲، ادرسون در تیم جام جهانی فوتبال ۲۰۲۲ نامگذاری شد و به عنوان دروازه‌بان انتخاب دوم پشت آلیسون بکر خدمت کرد.

## سبک بازی
از ادرسون به عنوان یک دروازه‌بان چابک، فرمانبردار و از نظر فیزیکی با ابهت توصیف شده است، که هم قدرت بدنی و هم رفلکس‌های خوب دارد و توانایی‌های توقف شوت بین پست‌ها. با این حال، او بیشتر به دلیل توزیع و مهارت با توپ در پایش بسیار مورد توجه قرار می‌گیرد تا توانایی‌هایش به عنوان ضربه گیر. کنترل و اعتماد به نفس او بر روی توپ، او را قادر می‌سازد تا مالکیت توپ را حفظ کند و به سرعت توپ را از بیرون بازی کند. با دست‌ها یا هر دو پا به زمین برگردد - حتی زمانی که تحت فشار قرار می‌گیرد - یا با ضربات بلند حمله را آغاز کند. اگرچه به‌طور طبیعی چپ پا است، او قادر است از هر دو پا استفاده کند. شای گیون، دروازه‌بان سابق منچسترسیتی، در مورد توزیع او، ادرسون را به عنوان «بهترین دروازه‌بان جهان با پاهایش» در سال ۲۰۱۸ توصیف کرد؛ دامنه پاس‌های او نیز باعث شده است که او به عنوان یک بازی ساز در رسانه‌ها توصیف شود. او همچنین در هنگام خروج از خط خود بسیار سریع عمل می‌کند، و اغلب به عنوان یک رفتگر-نگهبان عمل می‌کند. او که در سال‌های شکل‌گیری خود به‌عنوان یک چشم‌انداز بسیار امیدوارکننده در نظر گرفته می‌شود، به دلیل تصمیم‌گیری، ثبات و خونسردی در دروازه، و همچنین توانایی‌اش در سازمان‌دهی دفاعش برجسته بود، و همچنین به یک خواننده باهوش بازی تبدیل شده است. به این ترتیب، برخی در ورزش او را یکی از بهترین دروازه‌بانان لیگ برتر و فوتبال جهان می‌دانند.

## زندگی شخصی
ادرسون در سال ۲۰۱۶ تابعیت پرتغالی را به دست آورد. بدن او به شدت با خالکوبی پوشانده شده است، از جمله گل رز و جمجمه روی گردن، بال‌های فرشته در پشت، جام لیگ پرتغال روی پایش، که در سال ۲۰۱۶ و ۲۰۱۷ برای بنفیکا به دست آورد، و حتی یک خالکوبی که متعلق به عیسی است و ایمان مسیحی او را می‌رساند. ادرسون همچنین دارای رکورد جهانی گینس برای طولانی‌ترین ضربه فوتبال است که پس از ضربه زدن به توپ از ارتفاع ۷۵/۳۵ متری (۲۴۷ فوت ۲ اینچ) روی زمین در پردیس اتحاد در ۱۰ می ۲۰۱۸ به آن دست یافت.

## آمار حرفه‌ای
تا تاریخ ۳ اکتبر ۲۰۲۱
| عملکرد           | عملکرد           | عملکرد           | لیگ      | لیگ      | جام      | جام      | قاره‌ای | قاره‌ای | دیگر | دیگر | مجموع | مجموع |
| فصل              | باشگاه           | لیگ              | بازی     | گل       | بازی     | گل       | بازی   | گل     | بازی | گل   | بازی  | گل    |
|                  |                  |                  | لیگ برتر | لیگ برتر | جام حذفی | جام حذفی | اروپا  | اروپا  | دیگر | دیگر | مجموع | مجموع |
| ---------------- | ---------------- | ---------------- | -------- | -------- | -------- | -------- | ------ | ------ | ---- | ---- | ----- | ----- |
| ۲۰۱۱–۲۰۱۲        | ریبرو            | لیگ پرتغال       | ۲۹       | ۰        | ۱        | ۰        | ۰      | ۰      | ۰    | ۰    | ۳۰    | ۰     |
| مجموع ریبرو      | مجموع ریبرو      | مجموع ریبرو      | ۲۹       | ۰        | ۱        | ۰        | ۰      | ۰      | ۰    | ۰    | ۳۰    | ۰     |
| ۲۰۱۲–۲۰۱۳        | ریوآوه           | لیگ پرتغال       | ۲        | ۰        | ۲        | ۰        | ۰      | ۰      | ۳    | ۰    | ۷     | ۰     |
| ۲۰۱۳–۲۰۱۴        | ریو آوه          | لیگ پرتغال       | ۱۸       | ۰        | ۷        | ۰        | ۰      | ۰      | ۳    | ۰    | ۲۸    | ۰     |
| ۲۰۱۴–۲۰۱۵        | ریو آوه          | لیگ پرتغال       | ۱۷       | ۰        | ۵        | ۰        | ۰      | ۰      | ۴    | ۰    | ۲۶    | ۰     |
| مجموع ریوه آوه   | مجموع ریوه آوه   | مجموع ریوه آوه   | ۳۷       | ۰        | ۱۴       | ۰        | ۰      | ۰      | ۱۰   | ۰    | ۶۱    | ۰     |
| ۲۰۱۵–۲۰۱۶        | بنفیکا           | لیگ پرتغال       | ۱۴       | ۰        | ۰        | ۰        | ۳      | ۰      | ۵    | ۰    | ۲۲    | ۰     |
| ۲۰۱۶–۲۰۱۷        | بنفیکا           | لیگ پرتغال       | ۲۷       | ۰        | ۳        | ۰        | ۵      | ۰      | ۳    | ۰    | ۳۸    | ۰     |
| مجموع بنفیکا     | مجموع بنفیکا     | مجموع بنفیکا     | ۴۱       | ۰        | ۳        | ۰        | ۸      | ۰      | ۸    | ۰    | ۶۰    | ۰     |
| ۲۰۱۷–۲۰۱۸        | منچستر سیتی      | لیگ جزیره        | ۳۶       | ۰        | ۰        | ۰        | ۹      | ۰      | ۰    | ۰    | ۴۵    | ۰     |
| ۲۰۱۸–۲۰۱۹        | منچستر سیتی      | لیگ جزیره        | ۳۸       | ۰        | ۶        | ۰        | ۱۰     | ۰      | ۱    | ۰    | ۵۵    | ۰     |
| ۲۰۱۹–۲۰۲۰        | منچستر سیتی      | لیگ جزیره        | ۳۵       | ۰        | ۱        | ۰        | ۸      | ۰      | ۰    | ۰    | ۴۴    | ۰     |
| ۲۰۲۰–۲۰۲۱        | منچستر سیتی      | لیگ جزیره        | ۳۶       | ۰        | ۰        | ۰        | ۱۲     | ۰      | ۰    | ۰    | ۴۸    | ۰     |
| ۲۰۲۱–۲۰۲۲        | منچستر سیتی      | لیگ جزیره        | ۷        | ۰        | ۰        | ۰        | ۲      | ۰      | ۰    | ۰    | ۹     | ۰     |
| مجموع منچسترسیتی | مجموع منچسترسیتی | مجموع منچسترسیتی | ۱۵۲      | ۰        | ۷        | ۰        | ۴۱     | ۰      | ۱    | ۰    | ۲۰۱   | ۰     |
| مجموع آمار       | مجموع آمار       | مجموع آمار       | ۲۵۹      | ۰        | ۲۵       | ۰        | ۴۹     | ۰      | ۱۹   | ۰    | ۳۵۲   | ۰     |